# Kurt Vyth

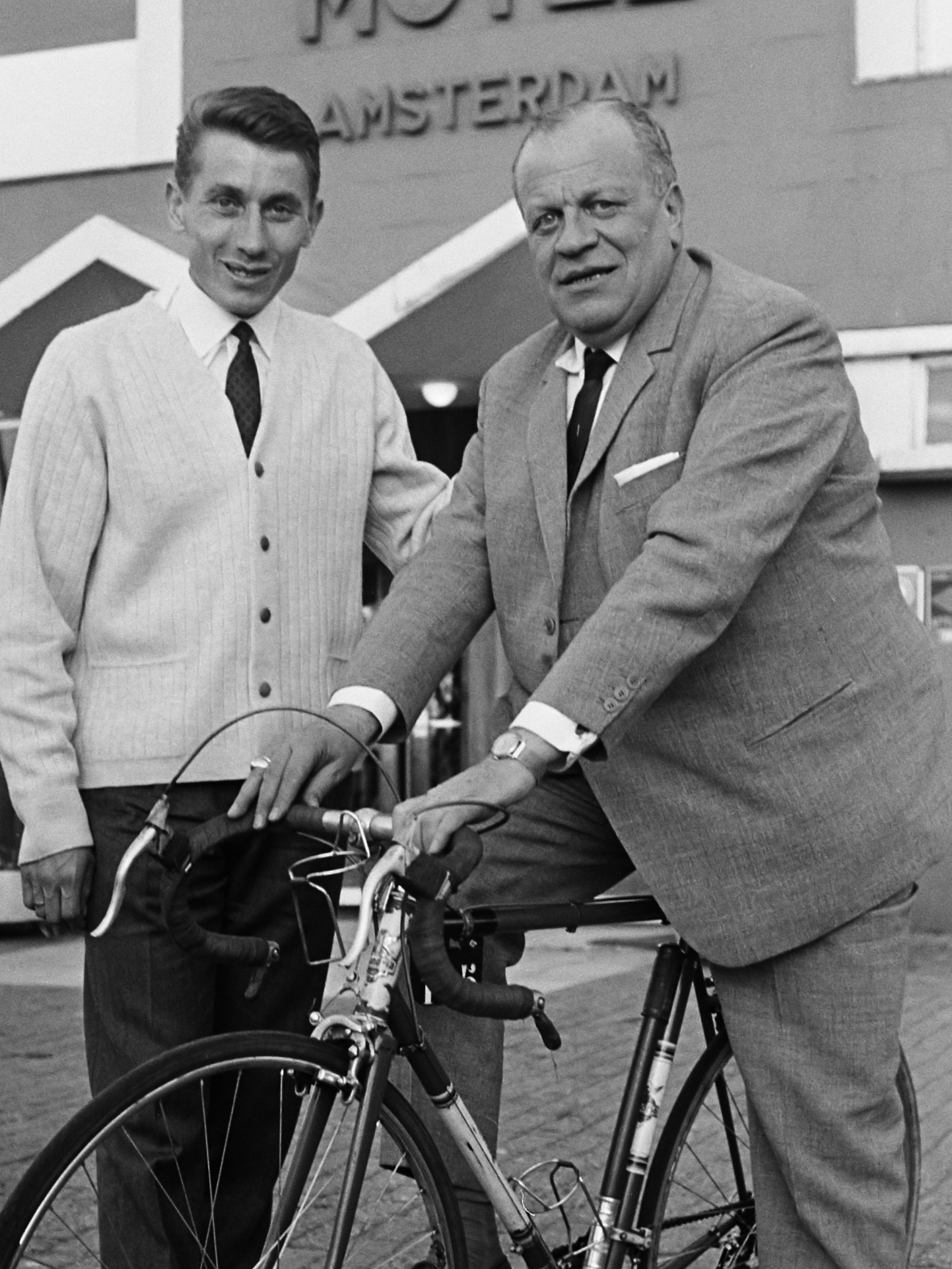
Jacques Anquetil en Kurt Vyth (1965)

Kurt Vyth (Kalkar, 28 maart 1910 – Amsterdam, 28 december 1977) was een Nederlands ondernemer en sportorganisator van Duits-Joodse komaf.
Vyth was voor de Tweede Wereldoorlog werkzaam als fabrikant van accu's. In de jaren 30 werd hij in Duitsland opgepakt wegens het verspreiden van antinazi pamfletten en hij vluchtte in 1936 naar Nederland. Hij zat tussen 1941 en 1942 in de gevangenis in Kleef en dook daarna in Nederland onder. In 1944 kwam hij in Kamp Westerbork en vandaar in concentratiekamp Theresienstadt.
Na de oorlog richtte hij de Nederlandse Accumulatorenfabriek Acifit BV op, kortweg Acifit Accu's, waarmee hij rijk werd. Ook handelde hij in vastgoed. In 1950 verkreeg Vyth de Nederlandse nationaliteit. Hij was gehuwd met Eva Landsberg (Berlijn, 29 augustus 1912 - Amsterdam, 24 november 2005).
Hij had een passie voor voetbal en later ook wielrennen. Hij was als investeerder en spelershandelaar betrokken bij De Zwarte Schapen en later Zwolsche Boys. Ook was Vyth in 1965 organisator van de Ronde van Nederland en vanaf 1966 de Zesdaagse van Amsterdam. Hij sponsorde met Acifit ook een wielerploeg in de jaren 60.